# وسيلة نقل

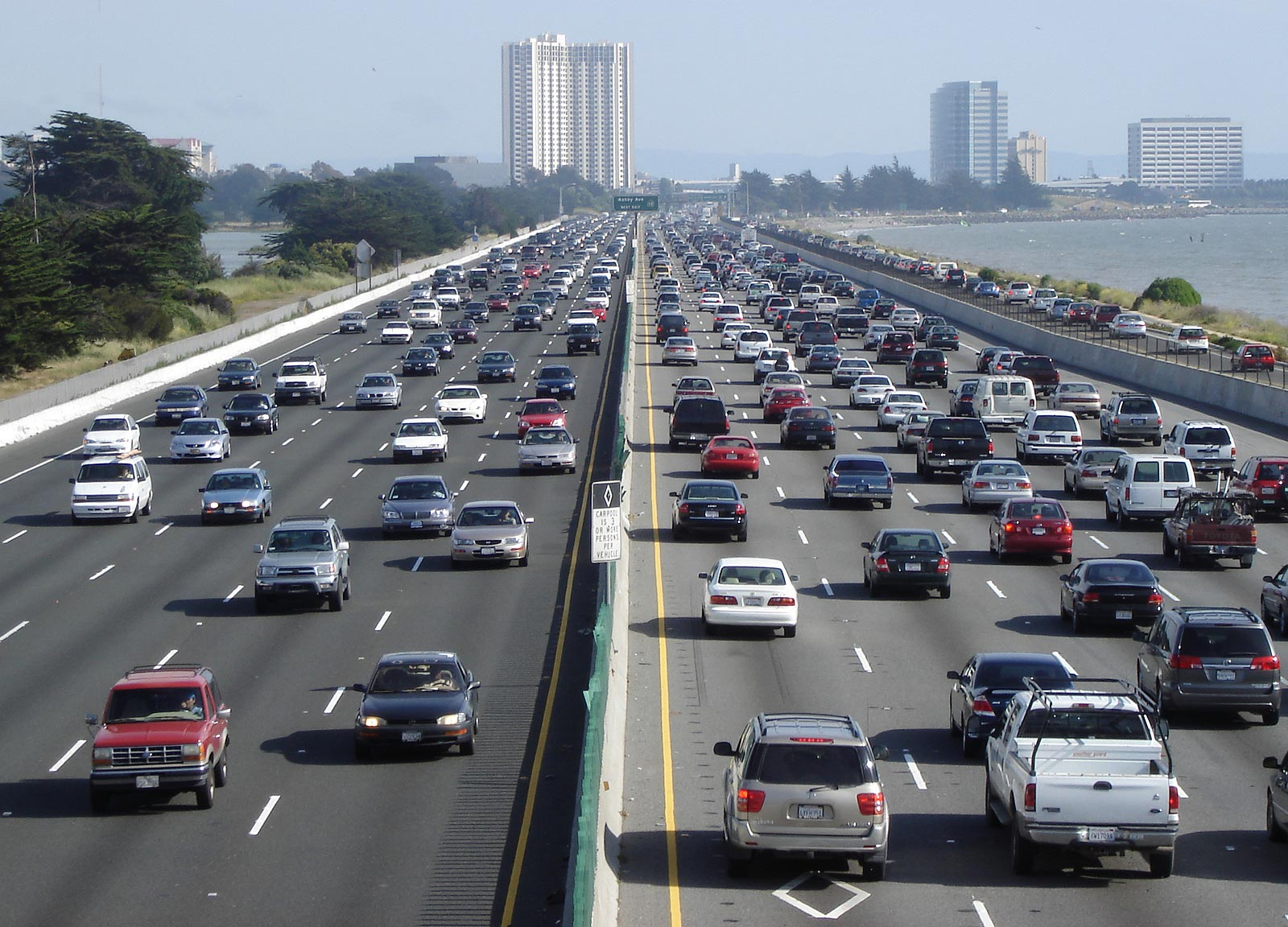
صورة لوسيلة نقل: السيارة

وسيلة النقل هي مركبة لحمل الأشياء ونقلها من مكان إلى آخر. وهذه الأشياء قد تكون الإنسان، البضاعة، المنتوجات، وغيرها.
من وسائل النقل الشائعة: السيارة، القطار، الشاحنة، الطائرة، الحافلة، السفينة.
وليس من المشترط ان تكون وسيلة النقل لنقل الأشياء المحسوسة والمرئية فكلمة وسيلة تعني الطريق التي يمكن من خلالها فعل شيء. فبإمكاننا القول ان:
1. الهواء هو وسيلة نقل روائح، صوت، غازات،و حبوب اللقاح  وغيرها.
2. الأثير هو وسط افتراضي لنقل الضوء.
3. الأسلاك هي وسيلة نقل للكهرباء.

## النقل بالحيوان

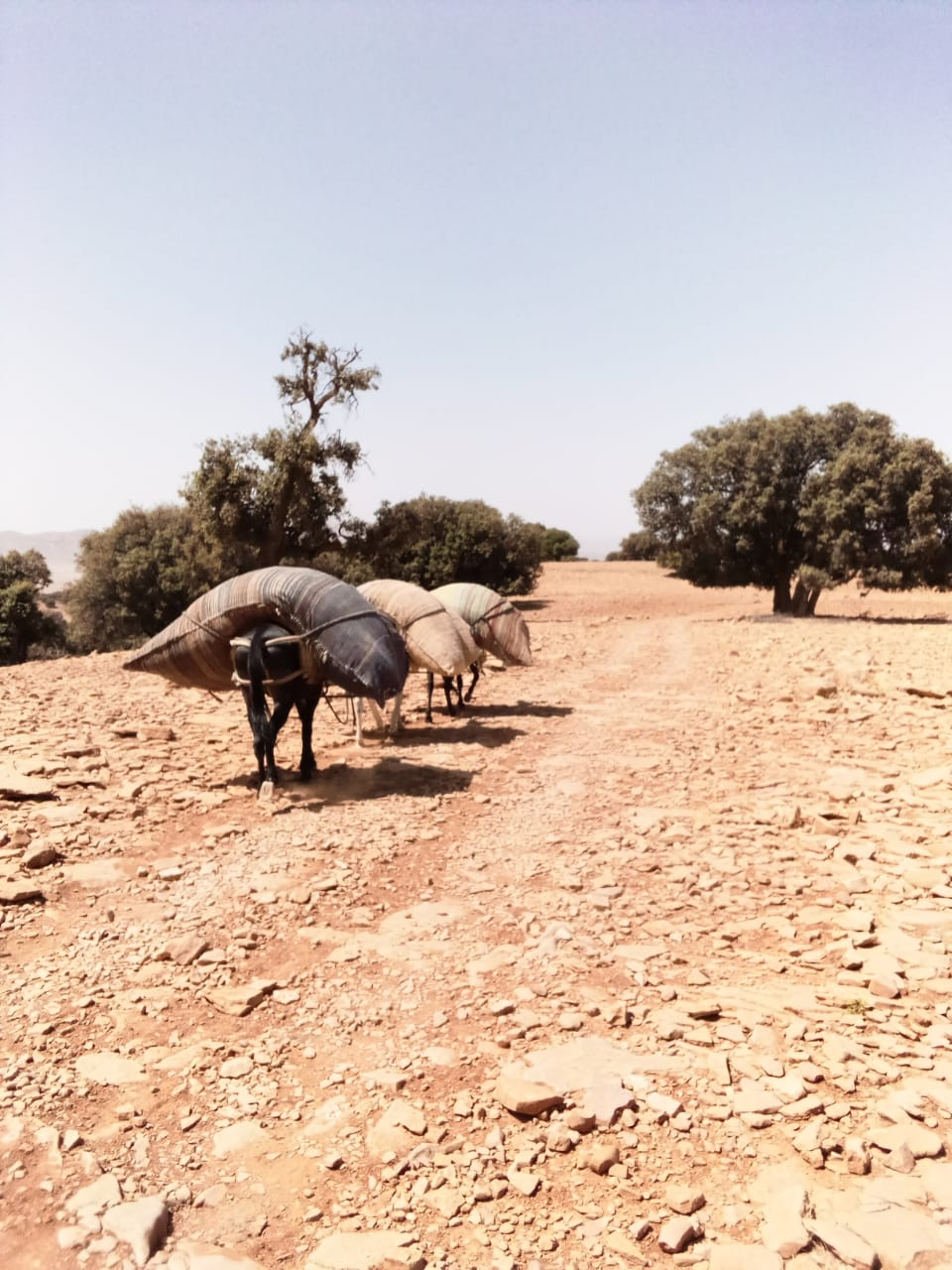
استخدام الحمير لنقل أكياس القمح بإقليم بولمان بالمغرب

النقل بالحيوان هو استخدام حيوانات العمل لنقل الأشخاص والبضائع معًا أو كل على حدة. قد يستخدم البشر بعض الحيوانات مباشرة، أو استخدامها لحمل البضائع حيوان الأحمال ، أو تسخيرها، بمفردها أو في فريق، لسحب الزوارق أو الزلاجات أو المركبات ذات العجلات.

## الجو
الطائرة ثابتة الجناحين، هي مركبة طيران أثقل من الهواء، حيث تولد الهندسة الخاصة للأجنحة قوة ترفع الطائرة بأكملها. وتتراوح الطائرات ذات الأجنحة الثابتة من المدربين الصغار والطائرات الترفيهية إلى الطائرات الكبيرة وطائرات الشحن العسكرية. للمسافات القصيرة أو في الأماكن التي لا توجد بها مدارج، يمكن تشغيل المروحيات. الأنواع الأخرى من الطائرات، مثل أوتوجايرو والمنطاد، ليست جزءًا مهمًا من النقل الجوي.
النقل الجوي هو أسرع وسيلة نقل، تصل سرعة الطائرات التجارية إلى 955 كيلومترًا في الساعة وسرعة أرضية أعلى بكثير إذا وُجد تيار نفاث خلفي، في حين أن طائرات الطيران العام التي تعمل بالمكبس قد تصل إلى 555 كيلومترات في الساعة أو أكثر. تأتي هذه السرعة مع ارتفاع التكلفة واستخدام الطاقة، وتتطلب تأثيرات الطيران على البيئة وخاصة المناخ العالمي النظر عند مقارنة وسائل النقل. تقدر الهيئة الحكومية الدولية المعنية بتغير المناخ أن رحلة الطائرة التجارية سيكون لها تأثير على المناخ بنحو 2-4 مرات مما لو كانت نفس انبعاثات ثاني أكسيد الكربون على مستوى الأرض، بسبب اختلاف كيمياء الغلاف الجوي والتأثير الإشعاعي في الأعلى. حرقت شركات الطيران الأمريكية وحدها نحو 16.2 مليار جالون من الوقود خلال اثني عشر شهرًا بين أكتوبر 2013 وسبتمبر 2014. تقدر منظمة الصحة العالمية أن ما يصل إلى 500,000 شخص على مستوى العالم في وقت واحد على متن الطائرات. كان الاتجاه العالمي هو زيادة أعداد الأشخاص للسفر جوًا، فرديًا للقيام بذلك بوتيرة متزايدة وعلى مسافات أطول، وهي معضلة استحوذت على اهتمام علماء المناخ والباحثين الآخرين والصحافة والإنترنت. يُطلق على مسألة التأثيرات الناجمة عن السفر المتكرر، لا سيما عن طريق الجو بسبب المسافات الطويلة التي يمكن تغطيتها بسهولة في يوم أو بضعة أيام، اسم الحركة المفرطة وهي موضوع بحث واهتمام حكومي لسنوات عديدة.

## الطاقة البشرية
النقل الذي يعمل بالطاقة البشرية، وهو شكل من أشكال النقل المستدام، هو نقل الأشخاص أو البضائع باستخدام قوة العضلات البشرية، في شكل المشي والجري والسباحة. سمحت التكنولوجيا الحديثة للآلات بتعزيز القوة البشرية. لا يزال النقل الذي يعمل بالطاقة البشرية شائعًا لأسباب تتعلق بتوفير التكاليف، والترفيه، والتمارين البدنية، وحماية البيئة، إنه أحيانًا النوع الوحيد المتاح، خاصة في المناطق المتخلفة أو التي يتعذر الوصول إليها.